# Govern de Bonnier
El govern de Bonnier fou el darrer govern militar de la colònia del Sudan Francès. El tinent coronel François Xavier Louis Henri Gaëtan Bonnier va prendre possessió del càrrec el 2 d'agost de 1893, succeint al coronel Louis Archinard. Va ser un govern curt, ja que a finals d'any el ministeri de Colònies de França va decidir que el període de conquestes s'havia acabat i va establir un govern civil pel Sudan Francès, amb títol de governador (fins aleshores comandant superior) que fou nomenat el 26 de desembre de 1893 en la persona de Louis Alphonse Grodet.
A l'octubre Bonnier fou informat que hi havia dificultats administratives a Ségou, Djenné i Bandiagara, i va decidir anar-hi en persona i aprofitaria per seguir fins al regne de Kénédougou o Sikasso on el comandant Quiquandon havia aconseguit retornar al rei Tieba a l'aliança francesa però la mort d'aquest rei (1 de gener de 1893) posava en perill aquesta influència (el va succeir el seu germà Babemba, menys bel·licós que el difunt). Però abans de marxar va saber que Samori Turé havia començat de nou les hostilitats; encara que havia estat privat de quasi tots els seus territoris, des del seu refugi de Bandama i ajudat pel seu fidel lloctinent Sékou-ba, va tornar a aixecar els guerrers (sofes) l'agost i es va apoderar de Sakala. Va remuntar al nord i va penetrar al regne de Kenedugu on esperava formar un nou imperi a costa de Babemba.
Com a diversió pels francesos va enviar algunes bandes a operar al sud del Kissi, al Toukoro i al Gankouma, intentant formar una mena d'estat tampó entre territori francès i Sierra Leone. Malauradament per Samori, el seu prestigi havia minvat i ja no tenia el mateix suport que abans entre les poblacions de la zona. Samori mateix, pel seu costat, va saquejar i incendiar diverses viles i va acaparar queviures, emportant-se també a tots els habitants vàlids i matant la resta. A finals de novembre es va presentar davant els murs de Ténétou i de Bougouni, que va assetjar; les dues poblacions es van defensar amb coratge i van rebutjar els seus atacs demanant el suport francès.
Bonnier va sortir de Kayes (17 de novembre) i es va dirigir a Bamako. Allí va reunir diverses guarnicions locals per baixar cap al sud a la vall del riu Milo per defensar, si fos necessari, les posicions de Kérouané i Kissidougou; després, responent a la petició d'ajut del faama (rei) Babemba, va formar una columna de socors formada per: 
Estats major amb el capità Regard com a cap i el capità Sansarric com a sotscap i amb el capità Nigotte (topograf), el tinent Garnier, el metge de primera classe Grall, el veterinari Lenoir i un intèrpret. El segon esquadró de spahis sudanesos, amb el capità Prost i els tinents Payn i Robillot; una bateria de 6 peces amb els capitans Aurenche i Fourgeot; quatre companyies de tiradors sudanesos (la 8ª amb el capita Scal, la 9ª amb el capità Pansier, la 11ª amb el capita Frantz i el sotstinent Sardà i la 12ª amb el capita Puypéroux, el tinent Maillac i el sotstinent Bluzet. Un comboi de queviures i municions. En total 475 tiradors i 100 spahis.
El pla de Bonnier era avançar directament cap a Ténétou i rebutjar a Samori cap al sud mentre el comandant Ricard amb una segona columna tallaria la retirada als sofes i netejaria el país a l'est del Milo de bandes enemigues. El 30 de novembre Bonnier va creuar el riu Níger i va marxar cap a Ténétou a set etapes al sud-est. Ténétou i Bougouni, desesperades, s'havien rendit i l'almamy va concentrar totes les poblacions a Faragaré i Koloni per evacuar-les més lluny; llavors Bonnier va decidir acudir a Faragaré, va sorprendre pel camí als sofes als que va derrotar (5 de desembre) i va entrar a la població abans que fos cremada. Va deixar allí el gruix del destacament i va organitzar una columna volant per perseguir als sofes. Va arribar fins a Koloni on va caure d'imprevist sobre els enemics sense donar-los temps d'organitzar-se, i els va dispersar; els spahis van perseguir als fugitius i en va atrapar molts, entre ells Amara Diafi, conseller molt proper de Samori; però aquest va aconseguir fugir. Només 1 tinent i dos soldats van resultar ferits per part francesa, mentre els sofes van perdre més de 200 homes així com els seus ostatges i el botí.
L'endemà 7 de desembre, Bonnier va tornar a Faragaré on van descansar un dia i després van sortir cap a Ténétou. Pel camí van trobar molts morts causats per la gent de Samori; en alguns llocs es trobaven piles de 50 o 60 morts. Quan van arribar a Ténétou van trobar la tata saquejada i destruïda, i entre les runes els cossos de 300 persones. Durant dos dies Bonnier va fustigar a les bandes de sofes que s'allunyaven cap al sud; va deixar a la 8ª companyia de guarnició a Ténétou i una posició de milicians a Faragaré, retornant després a Bamako (18 de desembre). Samori, privat de recursos i municions, desmoralitzat, es va retirar cap al sud, al país de Kong. El gener de 1894 va enviar emissaris a Kayes per demanar la pau proposta ben acollida pel governador Grodet que va enviar al comandant Richard per iniciar converses però la demora en les respostes de Samori i les negociacions es van trencar: Samori llavors va reprendre l'activitat militar al dron de la Costa d'Ivori on fou enviat el tinent coronel Monteil per protegir Kong i eventualment els estats de Babemba (el Kenedugu).
Quan encara dirigia la regió sud, el comandant Richard va enviar al tinent G. Maritz cap a Kissi per expulsar a les bandes de sofes; va recórrer el Toukoro i el Gankouna, empenyent davant seu als sofes, que van fugir cap al sud. Richard va fundar una posició militar a Beyla on va deixar com a guarnició a la 7ª companyia de tiradors del capità Loyer amb el tinent Lecerf; povist d'abundants queviures es va endinsar al sud en persecució de les bandes que intentaven reunir-se amb l'almamy a Bandama. No obstant el nou governador civil Grodet, que acabava de prendre possessió a finals d'any, va ordenar suspendre la persecució i tornar a Kérouané on es va dissoldre la columna. Mentre Maritz es va dirigir a l'oest fins a Warina on va topar amb una patrulla britànics que operava a la rodalia. Els britànics havien creat una sèrie de posicions paral·leles a les franceses, a Caliere, Falaba i Sangbé i inquiets per l'actuació de les bandes de Bilali al seu territori, havien llençat contra ells una columna manada pel coronel Ellis. El 23 de desembre, mercès a la duplicitat de Corona, cap d'Ouéma, britànics i francesos es van enfrontar en un combat sagnant. Maritz només disposava de 20 tiradors sudanesos i 120 auxiliars mentre els britànics eren 300; tot i així Ellis es va retirar amb més de 50 ferits (3 oficials entre ells); els francesos van tenir 30 ferits (Maritz entre ells) 
A Beyla el capità Loyer va desplegar gran activitat, retornant la pau al territori. Durant una sortida a l'entorn de la posició el seu segon, el tinent Lecerf, es va aventurar fins a N'Sapa (a sis dies de marxa al sud-oest) i va ser mort en una escaramussa contra els sofes a la vora d'aquesta vila (15 de març de 1894). L'ajudant Angélidéi va poder transportar el seu cos a Beyla a costa de grans penalitats.